# NGC 4244
NGC 4244 is een spiraalvormig sterrenstelsel in het sterrenbeeld Jachthonden. Het hemelobject werd op 17 maart 1787 ontdekt door de Duits-Britse astronoom William Herschel.

## Synoniemen
- UGC 7322
- MCG 6-27-45
- ZWG 187.35
- FGC 1402
- IRAS 12150+3804
- PGC 39422